# كاميلو بينيا
كاميلو بينيا (بالإسبانية: Camilo Peña)‏ (5 يونيو 1992 بسانتياغو في تشيلي - ) هو مدرب كرة قدم ولاعب كرة قدم تشيلي في مركز الوسط. لعب مع نادي أونيفرسيداد كاتوليكا وDeportes Santa Cruz ‏ وتراساندينو دي لوس أنديس ‏.

## وصلات خارجية
- كاميلو بينيا على موقع قاعدة بيانات كرة القدم.إي يو (الإنجليزية)
- كاميلو بينيا على موقع Soccerway.com (الإنجليزية)